# Шелдяково
Шелдяково — деревня в Собинском районе Владимирской области, входит в состав Толпуховского сельского поселения.

## География
Деревня расположена в 6 км на запад от центра поселения деревни Толпухово и в 20 км на север от райцентра города Собинка. 

## История
В конце XIX — начале XX века деревня входила в состав Ставровской волости Владимирского уезда. В 1859 году в деревне числилось 67 дворов, в 1905 году — 88 дворов, в 1926 году — 62 хозяйства.
С 1929 года деревня входила в состав Добрынинского сельсовета Ставровского района, с 1932 года — в составе Собинского района, с 1945 года — вновь в составе Ставровского района, с 1965 года — в составе Собинского района, с 1976 года — в составе Толпуховского сельсовета, с 2005 года — в составе Толпуховского сельского поселения.

## Население
| 1859 | 1905 | 1926 | 2002 | 2010 | 2021 |
| ---- | ---- | ---- | ---- | ---- | ---- |
| 433  | ↗552 | ↘256 | ↘25  | ↘16  | ↘12  |